# یحیی شاوی
ابوزکریا یحیی شاوی (۱۶۲۱–۱۶۸۵)زبان‌شناس، مفسر و فقیه مالکی الجزایری در سدهٔ هفدهم میلادی/یازدهم هجری بود که بیشتر در مصر زیست. در سال ۱۶۶۳ م /۱۰۷۴ق حج گذارد و سپس برای تدریس الازهر به قاهره رفت. چندی بعد به ترکیه رفت و در راه، در دمشق با علمای سوریه دیدار نمود. در سال ۱۰۹۶ق / ۱۶۸۵م دوباره به حج رفت اما در راه، در کشتی درگذشت. پیکرش را به قاهره بردند و در گورستان قُرافهٔ بزرگ دفن کردند. «شرح التسهیل»، «رسالة فی اصول النحو، «حاشیه علی شرح المرادی» و «لامیه»، «الحاکمة»، «توکید العقد فیما أخر الله علینا من العهد»، «النبل الرقیق فی حلقوم الساب الزندیق»، «ارتقاء السادة لحضرة شاه زاده» و «قرة العین فی جمع البین» از آثار اوست.